# Johannes Franciscus van der Heijde
Johannes Franciscus van der Heijde (Strijp, 11 mei 1796 - Strijp, 25 juli 1854) was een Nederlands politicus.
Van der Heijde was een Eindhovense notaris die buitengewoon lid was van de Dubbele Kamer in 1848 en daarna gewoon Tweede Kamerlid. Een van de meer vooruitstrevende katholieke liberalen uit Noord-Brabant, die volop steun gaf aan Thorbecke.
Hij sprak in de Tweede Kamer vooral over juridische, financiële en bestuurlijke aangelegenheden. Werd in 1853 na een door intriges bepaalde verkiezingsstrijd vervangen door een conservatievere afgevaardigde, maar keerde na een jaar terug in de Tweede Kamer. Overleed echter al korte tijd daarna, ongehuwd.
Zijn loopbaan:
- notaris te Eindhoven, vanaf juni 1823
- lid gemeenteraad van Eindhoven, van 2 oktober 1845 tot juni 1850
- lid Provinciale Staten van Noord-Brabant voor de eigenerfden (district Hilvarenbeek), van juni 1846 tot oktober 1847
- wethouder van Eindhoven, van 18 februari 1847 tot juni 1850. Op verzoek van Van der Heijde werd zijn standplaats als notaris overgebracht van Eindhoven naar Strijp. Hiermee hield zijn wethouderschap op.
- lid Provinciale Staten van Noord-Brabant voor de stad Eindhoven, van oktober 1847 tot november 1848
- buitengewoon lid Tweede Kamer der Staten-Generaal voor de provincie Noord-Brabant, van 18 september 1848 tot 7 oktober 1848
- lid Tweede Kamer der Staten-Generaal voor het kiesdistrict Eindhoven, van 13 februari 1849 tot 20 augustus 1850
- notaris te Strijp, van 7 juni 1850 tot 25 juli 1854
- lid Tweede Kamer der Staten-Generaal voor het kiesdistrict Eindhoven, van 7 oktober 1850 tot 26 april 1853
- lid gemeenteraad van Strijp, van 1851 tot 25 juli 1854
- lid Tweede Kamer der Staten-Generaal voor het kiesdistrict Eindhoven, van 15 mei 1854 tot 25 juli 1854

Hij was zoon van Petrus van der Heijde en Catharina van der Schoot.